# Picrophilus
A Picrophilus a Picrophilaceae család egy neme.
A nem tagjai extrém acidofilak. Ezek a mikrobák a legacidofilebb ismert szervezetek, mivel képesek növekedni −0,06 pH-n. A nem tagjai obligát acidofilak, és képtelenek fenntartani a membrán integritásukat 4-nél magasabb pH értéknél. Míg filogenetikai kapcsolatban áll más organizmusokkal a Thermoplasmatán belül, ellentétben a Thermoplasmával és a Ferroplasmával, a Picrophilus sejtfala S-réteget tartalmaz.

### Tudományos folyóiratok
- Schleper C (1996). „Picrophilus oshimae and Picrophilus torridus fam. nov., gen. nov., sp. nov., two species of hyperacidophilic, thermophilic, heterotrophic, aerobic archaea”. Int. J. Syst. Bacteriol. 46 (3), 814–816. o. DOI:10.1099/00207713-46-3-814.
- Schleper C (1995). „Picrophilus gen. nov., fam. nov.: a novel aerobic, heterotrophic, thermoacidophilic genus and family comprising archaea capable of growth around pH 0”. J. Bacteriol. 177 (24), 7050–7059. o. PMID 8522509. PMC 177581.
- (2011. december 1.) „Proteomic analysis of the extremely thermoacidophilic archaeon Picrophilus torridus at pH and temperature values close to its growth limit”. Proteomics 11 (23), 4559–4568. o. DOI:10.1002/pmic.201000829. PMID 22114103.

### Tudományos könyvek
- Madigan, M.T.. Brock Biology of Microorganisms, 11th, Pearson Prentice Hall (2005. március 20.)

### Tudományos adatbázisok
- Picrophilus PubMed hivatkozásai
- Picrophilus PubMed Central hivatkozásai
- Picrophilus Google Scholar hivatkozásai